# Nikola Milojević
Nikola Milojević (serbisk: Никола Милојевић, født 19. juni 1995 i Beograd, Føderale Republik Jugoslavien) er en professionel tennisspiller fra Serbien.